# Kazimierz Chełstowski
Kazimierz Chełstowski (ur. 1 marca 1937 w miejscowości Zalesie-Poczynki) – polski inżynier, poseł na Sejm I kadencji.

## Życiorys
Z wykształcenia inżynier, w 1968 ukończył studia na Wydziale Budownictwa Lądowego Politechniki Warszawskiej.
W wyborach w 1991 uzyskał mandat posła na Sejm I kadencji w okręgu elbląsko-olsztyńskim. Został wybrany z listy Partii „X”. Pod koniec kadencji był posłem niezrzeszonym. Zasiadał w Komisji Obrony Narodowej, Komisji Łączności z Polakami za Granicą oraz Komisji Polityki Przestrzennej, Budowlanej i Mieszkaniowej. W 1993 nie ubiegał się o reelekcję, w późniejszych latach nie angażował się w działalność polityczną, kandydował jednak w 2006 bez powodzenia do sejmiku warmińsko-mazurskiego z ramienia Ligi Polskich Rodzin.